# نجاد (اسم)
نجاد هو اسم علم مذكر من أصل عربي، ومعناه هو جمع نجد، الطريق المرتفع من الأرض.

## شخصيات تحمل الاسم
- نجاد البرعي

## وصلات خارجية
- موسوعة السلطان قابوس لأسماء العرب